# Gávea (bairro do Rio de Janeiro)

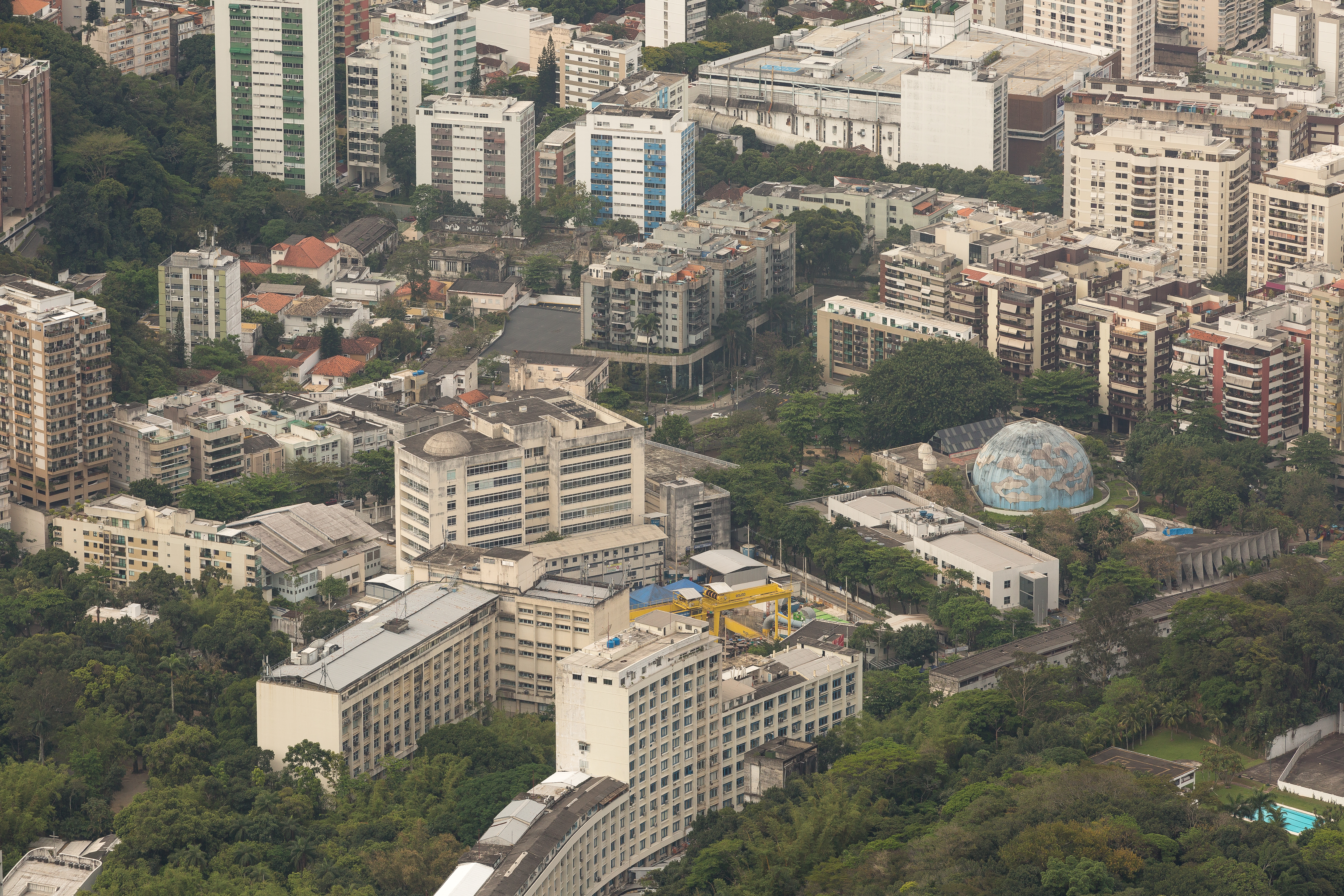
Foto aérea com o Planetário

Gávea é um bairro da Zona Sul do município do Rio de Janeiro, no Brasil. Localiza-se entre a encosta do Morro Dois Irmãos e a margem oeste da Lagoa Rodrigo de Freitas. Tem uma localização privilegiada, com vista para o monte Corcovado e acesso à Praia do Leblon ao sul, o Jardim Botânico do Rio de Janeiro ao norte, e a Floresta da Tijuca a oeste. Em 2000, seu IDH foi avaliado em 0,970, alcançando o 2º lugar do Rio de Janeiro, dentre 126 bairros avaliados.

## História
O bairro proveio do loteamento de propriedades rurais localizadas no Jardim da Gávea, a partir dos anos 30. Assim como seus vizinhos Lagoa na margem leste e Jardim Botânico na margem norte. Nos anos 1920 e 1930, o bairro era conhecido por sediar corridas de carros. Manuel de Teffé, piloto de automobilismo e diplomata, convenceu o então presidente da República, Getúlio Vargas, a autorizar as corridas. Foi fundado, então, o Circuito da Gávea. Dessa forma, circuitos de rua foram realizados anualmente no bairro por vinte anos (1926-1945).  Um dos resquícios do Circuito da Gávea é a Gruta da Imprensa, espaço reservado a jornalistas.
A partir de 1970, depois da inauguração do Túnel Dois Irmãos e da Autoestrada Lagoa-Barra durante o Regime militar no Brasil (1964–1985), o bairro tornou-se viário ao acesso a outras localidades cariocas e alvo de uma intensa especulação imobiliária, verticalizando-se em meio a protestos de moradores. Atualmente, o bairro é um dos destinos turísticos da cidade devido a sua vida noturna, centros culturais e sua arquitetura contemporânea.

## Estrutura
É um bairro residencial que possui diversos atrativos culturais, como a Anitta Schwartz Art Galery,  Casa da Gávea, o Clube Piraquê, o Estádio Rubro-Negro, o Instituto Moreira Salles, o Jockey Club, o Museu do Universo, Museu da Cidade, o Parque da Cidade, a Sociedade Hípica Brasileira, e o Shopping da Gávea. Também situam-se cinco teatros (das Artes, dos Quatro, Clara Nunes, Planetário e Vanucci) e dois cinemas, Cine Lagoon e Estação Vivo. Além disso, sua gastronomia é diversificada, apresenta o Gávea Trade Center, outro centro comercial e uma das maiores faculdades do país, a Pontifícia Universidade Católica do Rio de Janeiro, bem como vários colégios públicos e particulares, como a famosa Escola Americana do Rio de Janeiro, a Escola Parque, Colégio Teresiano, Colégio Stockler, Escola Nova e as escolas municipais Christiano Hamman e Desembargador Oscar Tenório. Dos seus 2,57 quilômetros quadrados, somente 44,5 por cento é urbana ou alterada, o que o torna um dos bairros menos urbanos da cidade, sendo uma exceção dentre os bairros zona-sulistas. Para facilitar ainda mais a inclusão do bairro na mobilidade urbana, está em construção a linha amarela do metrô, que contará com a estação Gávea.
A Gávea é dividida informalmente entre Alto Gávea e Baixo Gávea. A região do Baixo Gávea, localizada na Praça Santos Dumont, é conhecida por ser um local boêmio frequentado pela juventude carioca.

## Demografia
Apresenta 17.475 habitantes, dos quais 7.937 são homens e 9.538 mulheres, sendo 83,21 homens para cada cem mulheres. Tem uma densidade demográfica de 67,74 habitantes por hectare e. Na maioria de seus 6 580 domicílios, vivem duas pessoas.
Tem uma expectativa de vida ao nascer de 80,45 anos (perdendo apenas para o Jardim Guanabara) e taxa de alfabetização de adultos de 98,08 por cento.  Seu Índice de Desenvolvimento Humano é de 0,970, o maior da cidade.
| Etnias  |     |
| ------- | --- |
| Brancos | 84% |
| Pardos  | 11% |
| Negros  | 3%  |

## Galeria

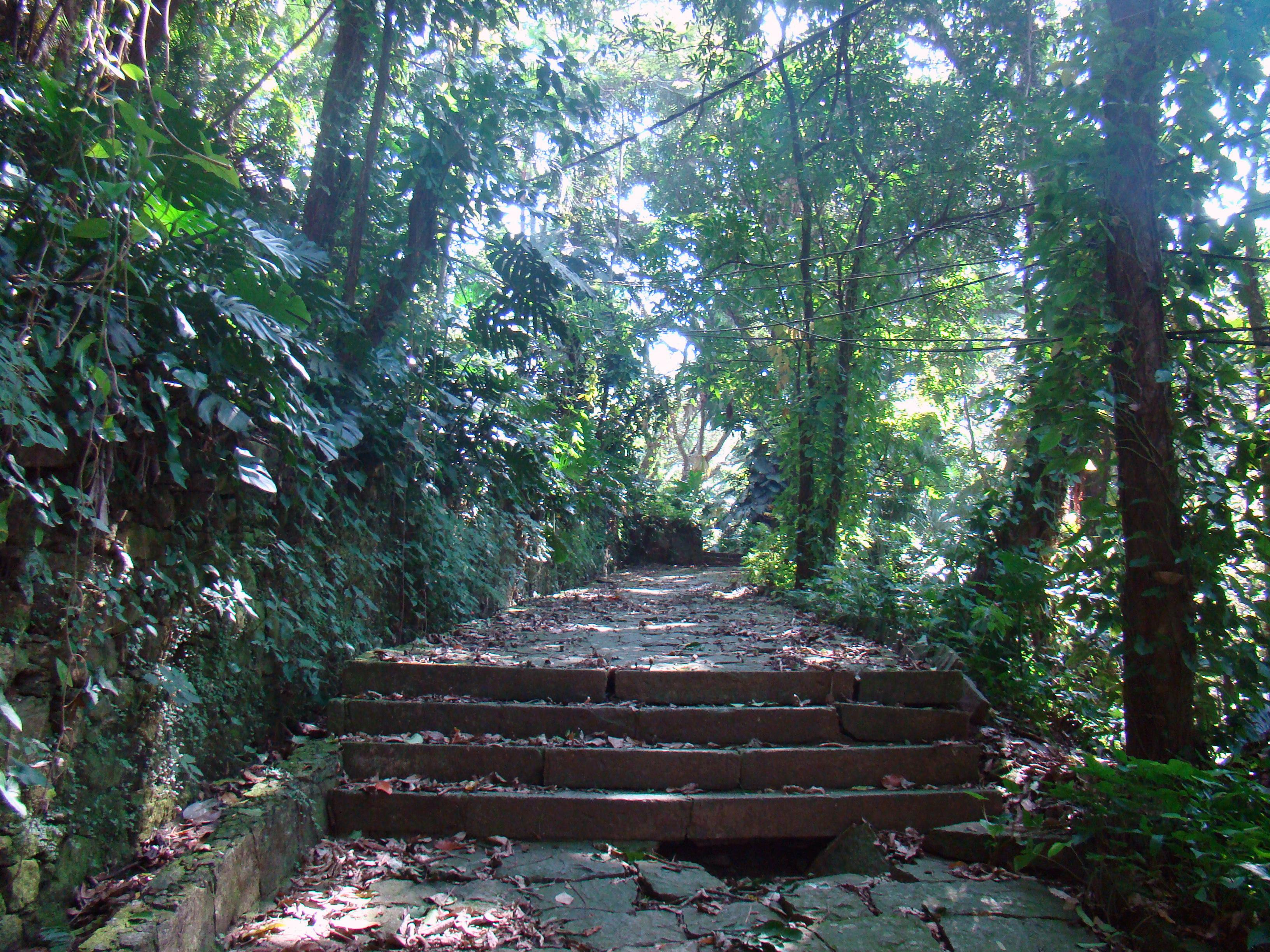
Parque da Cidade.
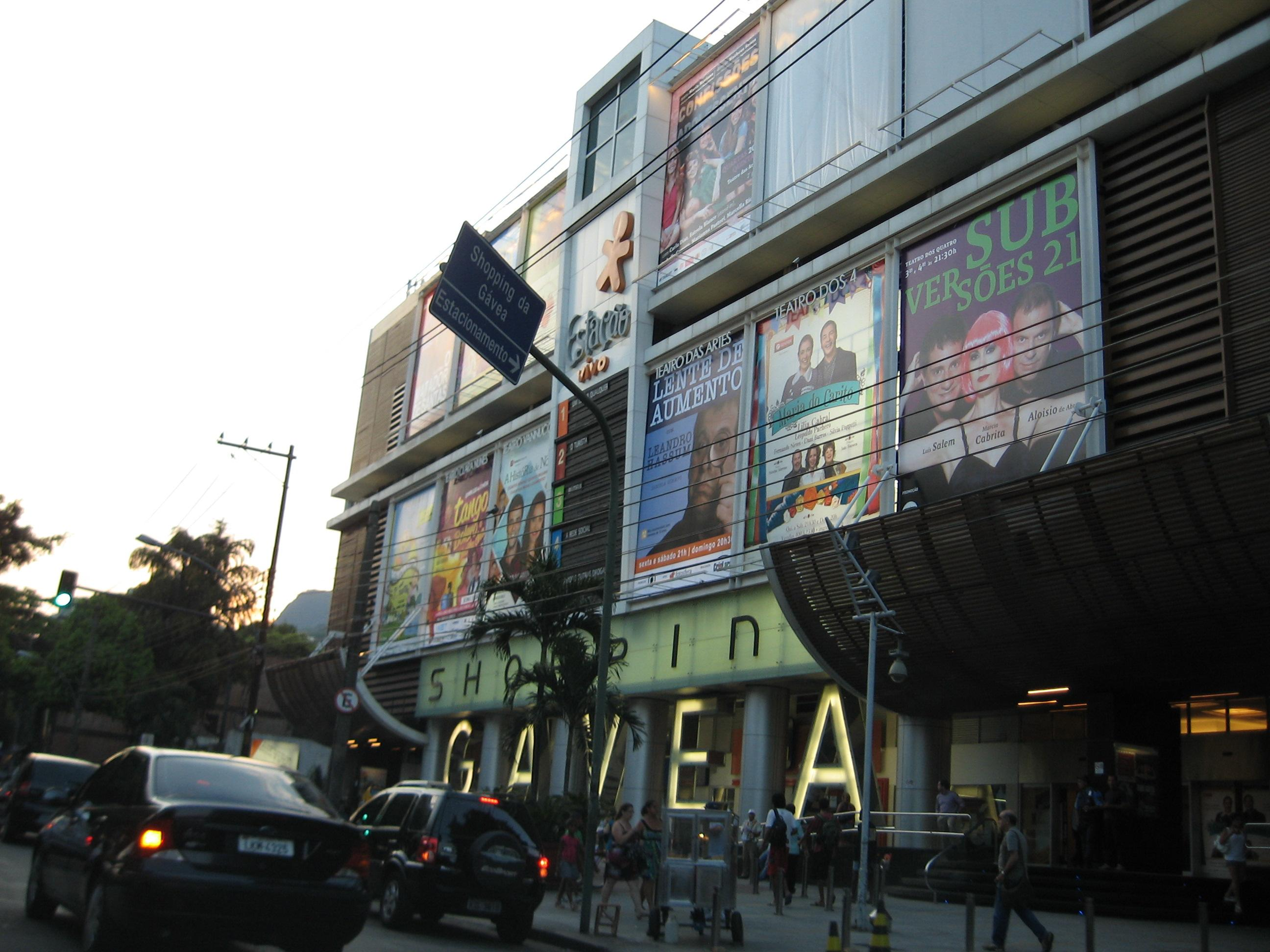
Shopping da Gávea.
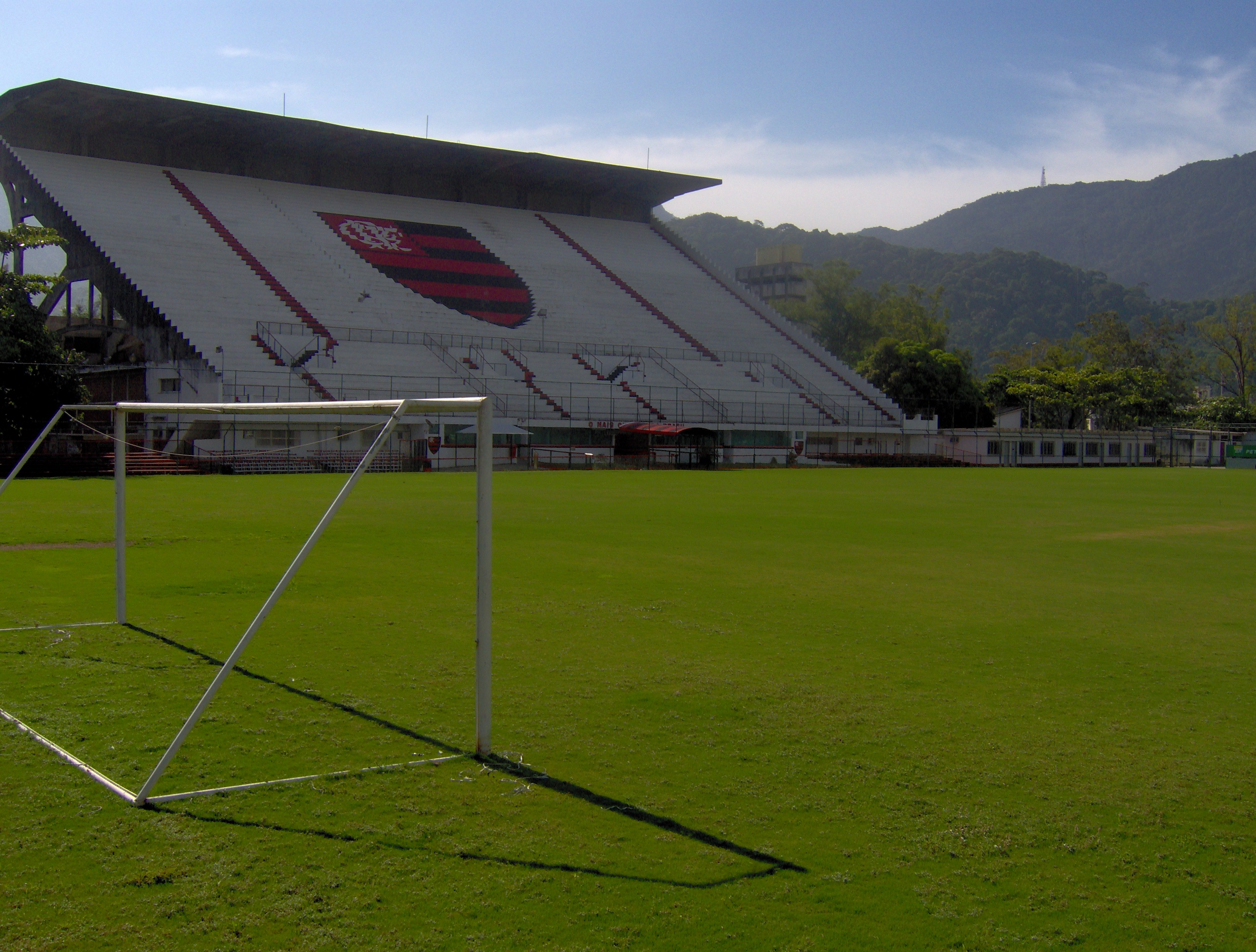
Estádio Rubro-Negro.
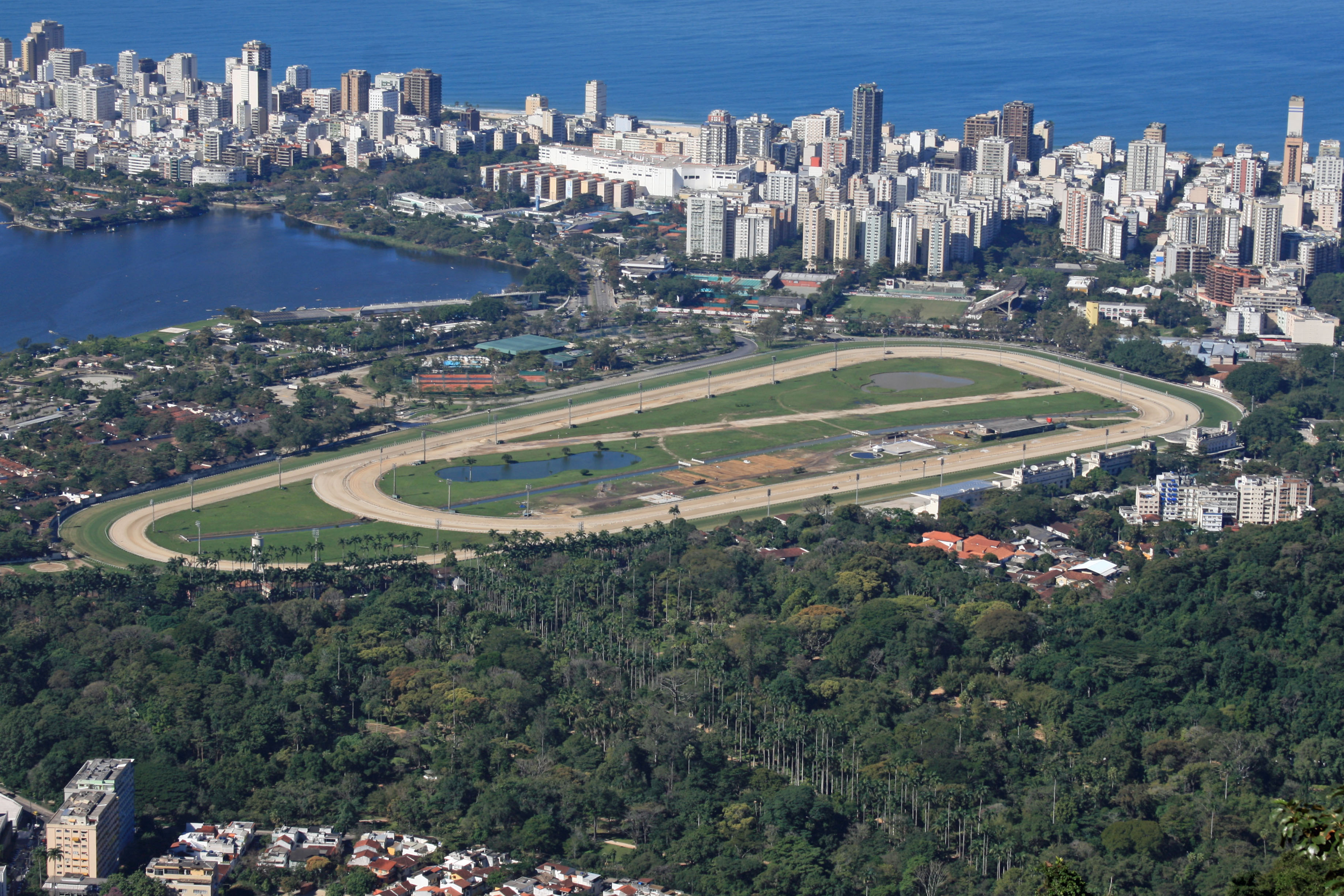
Hipódromo da Gávea
Praia da Gávea, anos 1920. Acervo do Arquivo Nacional.